# Kalutara Division
Kalutara Division är en division i Sri Lanka.   Den ligger i distriktet Kalutara District och provinsen Västprovinsen, i den sydvästra delen av landet, 40 km söder om huvudstaden Colombo. Antalet invånare är 159 225.